# Spelaeorhynchidae
Spelaeorhynchus es un género de ácaros emplazado en su propia familia, Spelaeorhynchidae, del orden Mesostigmata. Contiene cinco especies:
- Spelaeorhynchus praecursor Neuman, 1902
- Spelaeorhynchus hutsoni Martyn, 1988
- Spelaeorhynchus jimi Peracchi, 1992
- Spelaeorhynchus soaresi Peracchi, 1992
- Spelaeorhynchus wenzeli Peracchi, 1992